# Upper Rissington
Upper Rissington is een civil parish in het bestuurlijke gebied Cotswold, in het Engelse graafschap Gloucestershire met 1046 inwoners.